# Loikaw
Loikaw hay Loi-kaw (tiếng Miến Điện: လ္ဝုိင္‌ေကာ္‌မ္ရုိ့; MLCTS: lwing kaw mrui.; dân số khoảng 11.000) là thị xã thủ phủ của bang Kayah ở Myanmar. Thị xã này nằm gần mũi phía bắc của bang này, với độ cao 1200 m. Phần lớn dân số thị xã là người Karen. Nhà máy thủy điện lớn nhất của Myanmar được Nhật Bản xây dựng nằm cách Loikaw 20 km tại thác Lawpita. Loikaw được kết nối với bên ngoài bằng tuyến đường sắt mới xây Aungban-Pinlong-Loikaw. Thị xã này có Đại học Loikaw.